# 菲奥伦蒂诺堡
菲奥伦蒂诺堡（義大利語：Castiglion Fiorentino，義大利語發音：[kastiʎˈʎoɱ fjorenˈtiːno]）是意大利阿雷佐省的一个市镇。总面积113.19平方公里，人口13477人，人口密度119.1人/平方公里（2009年）。ISTAT代码为051012。

## 友好城市
- 法國 卢瓦尔河畔拉沙里泰